# Trinity Industries
Trinity Industries Inc. (NYSE: TRN) er en amerikansk industrikoncern med hovedkvarter i Dallas, Texas. De har produktion indenfor industri, transport og byggematerialer. Der 15.605 ansatte. Virksomheden, først kendt som Trinity Steel, blev etableret af C. J. Bender i Dallas i 1933.
TrinityRail producerer godsvogne.
Construction Products Group producerer beton, tilslag og bjælker til byggebranchen.
Inland Barge Group producerer godspramme.
Railcar Leasing and Management Services Group tilbyder styring, vedligehold og leasing af godsvogne.